# Kopîtkove, Zdolbuniv
Kopîtkove (în ucraineană Копиткове) este localitatea de reședință a comunei Kopîtkove din raionul Zdolbuniv, regiunea Rivne, Ucraina.

## Demografie
Componența lingvistică a localității Kopîtkove
     Ucraineană (99,58%)
     Alte limbi (0,42%)
Conform recensământului din 2001, majoritatea populației localității Kopîtkove era vorbitoare de ucraineană (99,58%), existând în minoritate și vorbitori de alte limbi.

## Legături externe
- pl Kopytków în Dicționarul geografic al Regatului Poloniei și al altor țări slave, volum IV (Kęs — Kutno) anul 1883

- pl Kopytków în Dicționarul geografic al Regatului Poloniei și al altor țări slave, volum XV, p. 2 (Januszpol — Wola Justowska)1902